# آنتونیو ارناندس (دوچرخه‌سوار)
آنتونیو ارناندس (زاده ۱۶ مه ۱۹۵۱) یک دوچرخه‌سواری اهل مکزیک بود. وی در بازی‌های المپیک تابستانی ۱۹۷۲ در بخش تیمی به رقابت پرداخت.